# Amadou Sarr
Amadou Makhtarlayi Sarr (født 28. juni 2004) er en italiensk fodboldspiller, der spiller som angriber for Foggia på lån fra Inter Milan.

## Tidligt liv
Sarr flyttede fra Senegal til Ormelle i Italien i en ung alder.

## Karriere
Som ungdomsspiller sluttede Sarr sig til den italienske Serie A-klub Inters ungdomsakademi.

## Spillestil
Sarr spiller hovedsageligt som angriber og er venstrebenet. 

## Privatliv
Sarr er søn af en senegalesisk fodboldspiller. 